# Élet 250 kiló felett
Az Élet 250 kiló felett (eredeti címén My 600-lb Life) az amerikai TLC adó valóságshowja, melyben túlsúlyos, 270 kg fölötti embereket mutatnak be, akik az iráni-amerikai, Houstonban praktizáló sebészhez Dr. Younan Nowzaradanhoz fordulnak segítségért, hogy lefogyhassanak. Az orvos diétát ír elő számukra, és ha sikerült egy bizonyos testsúlyt elérniük, műtéttel segít tovább csökkenteni a súlyukat.
A műsor folyamán több mint kilencven ember sorsát követték végig, a páciensek közül többen elhunytak, voltak, akik a műsor forgatása közben haltak meg túlsúlyuk komplikációi miatt. Robert Buchel 2017-ben szívrohamban hunyt el, Kelly Mason pedig 2019-ben szívelégtelenségben. A műsor több szereplője is elhunyt a műsorban való szereplésüket követően.